# John Davy
John Davy (Penzance, 24 maggio 1790 – Ambleside, 24 gennaio 1868) è stato un chimico britannico.

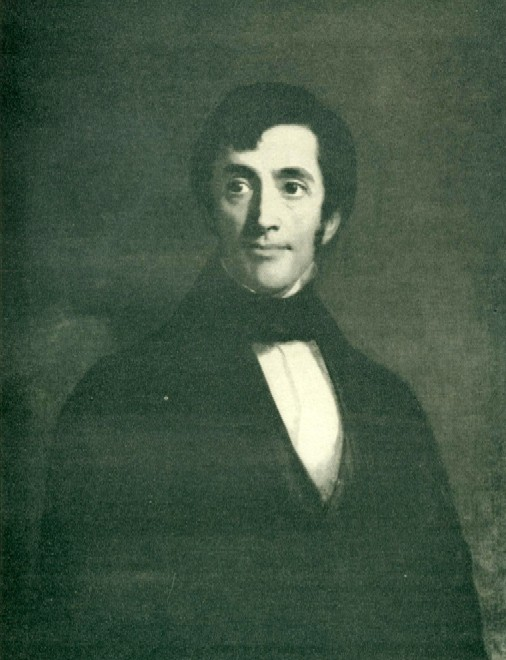
John Davy nel 1825 circa

Nel 1812 scoprì il fosgene e il tetrafluoruro di silicio. Riconobbe inoltre che il cloro è un elemento chimico.
Era fratello di Humphry Davy e cugino di Edmund Davy.